# Adam Slaski
Adam Slaski (ur. 1722, zm. 1773) – pułkownik wojsk koronnych.
Pochodził z rodu Slaskich herbu Grzymała. Był synem Franciszka Slaskiego zmarłego w 1744 r.) i Maryanny Dembińskiej herbu Nieczuja, córki Piotra Dembińskiego kasztelana bieckiego. Wnukiem Adama Slaskiego zmarłego w 1704 r., i potomkiem Tomasza Slaskiego.
Zawarł związek małżeński z Anną Ludwiką Colonna-Walewską z Walewic herbu Kolumna(1728–1832), córką wojewody sieradzkiego. Z którą miał 12 dzieci, m.in. Marcina Slaskiego posła na Sejm Czteroletni, Jana Slaskiego generała majora ziemiańskiego i Andrzeja Slaskiego, organizatorów Powstania Kościuszkowskiego (twórców oddziałów kosynierów).
Jego bratem był Stanisław Slaski.